# Rafał z Brooklynu
Rafał (ur. 8 listopada 1860 w Damaszku, zm. 27 lutego 1915) – biskup Brooklynu, misjonarz, święty Kościoła prawosławnego (cs. Swiatitiel Rafaił, jepiskop Bruklinskij), kanonizowany przez Amerykański Kościół Prawosławny. W życiu świeckim znany jako Rafael Hawaweeny (po arabsku رفائيل هواوين).

## Życiorys
Pochodził z Damaszku (Syria). Podjął naukę w Greckiej Prawosławnej Akademii Teologicznej w Chalki, którą ukończył w 1886. Po wyświęceniu na diakona wyjechał do Rosji i zapisał się do Kijowskiej Akademii Teologicznej. Wkrótce jednak przerwał studia, został wyświęcony na kapłana i mianowany proboszczem przy Ambasadzie Antiocheńskiej w Moskwie. W 1894 kapłana kanonicznie przyjęto do Rosyjskiej Cerkwi Prawosławnej, a następnie mianowano profesorem języka i literatury arabskiej w Kazańskiej Akademii Teologicznej.

## Hagiografia[1]
Urodził się 8 listopada 1860 w Damaszku (Syria) w bogobojnej, prawosławnej rodzinie Michała Chawawini i jego drugiej żony Marii – córki kapłana z Damaszku. Dokładna data urodzenia świętego jest nieznana, lecz sam on przypuszczał, iż urodził się jeżeli nie w dzień jego imienin – Soboru Archaniołów Michała i Gabriela oraz Niebieskich Sił Bezcielesnych (święto przypada 8 listopada) – to w przybliżeniu albo w przeddzień, albo po nim. Był to okres okrutnych prześladowań chrześcijan, kiedy to wikariusz parafii, do której należeli, św. Józef z Damaszku (wspominany 10 lipca) wraz z bliskimi odeszli śmiercią męczeńską i kiedy rodzina Chawawini była zmuszona uciec do Bejrutu, by uratować się od nieuchronnej zagłady. Właśnie tu w Bejrucie, a nie w mieście rodzinnym, przyszły święty po raz pierwszy zobaczył światło dnia, i naprawdę, już od początku życia tego dziecka stało się oczywiste, że nie będzie mieć ono „stałego miasta” w tym świecie, lecz będzie szukać miasta, „które ma przyjść” (Hbr 13,14).
W 1861 na święto Objawienia został ochrzczony w imię Rafała, a niedużo później, wiosną zaś tego roku, rodzina mogła wrócić do Damaszku. Mimo że w 1874 dziecko ze świetnym wynikiem zakończyło szkołę podstawową, stało się jasne, że Michał Chawawini nie mógł dłużej pozwolić sobie na naukę syna. Na szczęście, pomoc przyszła przez diakona Atanazego Atollaha (późniejszego metropolity Chomskiego), który poczynił starania przed patriarchą Antiochijskim Hieroteuszem o przyjęciu Rafała w charakterze studenta na pasterskie kursy przygotowawcze przy patriarchacie. Był on na tyle dobrym studentem, że w 1877  został wybrany na posadę zastępcy wykładowcy. W następującym roku został wyznaczony na nauczyciela języka arabskiego i tureckiego. 28 marca 1879 patriarcha Hieroteusz dokonał na nim postrzyżyn mniszych, i Rafał stał się subdiakonem Jego Eminencji.
Od 1840 seminarium duchowne w Balamand było zamknięte, toteż patriarcha Konstantynopola Joachim III zaproponował patriarsze Antiochijskiemu przysłać choćby jednego godnego studenta dla nauki w Teologicznej szkole w Chalki z wypłatą stypendium i św. Rafał był akurat tym, który został wybrany.
8 grudnia 1885 dokonano chirotonii świętego w godność diakona w świątyni przy szkole. W czerwcu 1886 młody diakon otrzymał dyplom specjalizacji w teologii i wrócił do swego kraju rodzinnego, z nadzieją służenia tam dla dobra Cerkwi. Hierodiakon Rafał zrobił dobre wrażenie na patriarsze Antiocheńskim Gerasymie i dlatego on często zabierał go podczas swoich podróży pasterskich po parafiach. Gdy patriarcha nie mógł być obecnym, słowem Bożym karmił ludzi hierodiakon Rafał. Lecz nie był on zadowolony z głębokości swojej wiedzy, dlatego pragnął dowiedzieć się możliwie więcej. Nie było to efektem jego osobistej dumy czy ambicji, lecz wynikało z chęci przynoszenia pożytku innym. Słowa króla Salomona pasują do osoby św. Rafała: Ucz mądrego, a stanie się mędrszy, oświeć mądrego, a zwiększy swą wiedzę (Prz 9,9). Dlatego poprosił o błogosławieństwo patriarchy Gerasyma, by mógł rozpocząć studia doktoranckie w teologicznej szkole w Rosji, obiecując wrócić i służyć patriarchatowi jako sekretarz ze znajomością języka rosyjskiego. Patriarcha dał swoje błogosławieństwo, i hierodiakon Rafał został przyjęty do Kijowskiej duchowej akademii.
W 1890 patriarcha Gerasym wyznaczył młodego hierodiakona na naczelnika przedstawicielstwa Kościoła Antiochijskiego w Moskwie. Na prośbę patriarchy został on z rąk biskupa Sylwestra wyświęcony w stan duchowny oraz otrzymał stanowisko rektora Akademii. Po upływie miesiąca został podniesiony do godności archimandryty przez metropolitę moskiewskiego Joannicjusza i zajął miejsce proboszcza cerkwi przedstawicielstwa (ambasady) Antiochii w Moskwie. W ciągu dwóch lat archimandrycie Rafałowi udało się zmniejszyć dług ambasady z 65 tys. rubli do 15 tys. rubli. Również to on zorganizował przyjazd do Rosji 24 syryjskich studentów na dokończenie nauki, w nadziei, że wrócą do Syrii, by uczyć innych.
Wkrótce jako misjonarz wyjechał do Ameryki, gdzie kierował Syryjską Misją Prawosławną, głównie organizując parafie dla prawosławnych Arabów. Podniesiono go do godności archimandryty, a w 1904 – biskupa. Został tym samym pierwszym prawosławnym biskupem konsekrowanym na ziemi amerykańskiej. Wynikiem jego pracy było ponad trzydzieści nowo powstałych syryjskich parafii prawosławnych w Ameryce oraz dziesiątki tysięcy utwierdzonych w wierze Syryjczyków.
Ciężka praca i niezliczone podróże misyjne negatywnie odbiły się na stanie zdrowia biskupa. Święty, zwany „ojcem prawosławnych Syryjczyków”, zmarł mając pięćdziesiąt cztery lata. Pochowano go w cerkwi św. Mikołaja na Brooklynie.

## Liturgia
Wspomnienie świętego przypada na 27 lutego (inne źródło podaje 14 lutego, różnica może wynikać z różnic w kalendarzu gregoriańskim i juliańskim) oraz w drugą niedzielę po Pięćdziesiątnicy (Sobór świętych amerykańskich).

## Ikonografia
Święty przedstawiany jest jako mężczyzna w sile wieku z krótką, przystrzyżoną, siwiejącą brodą. Na sobie ma tradycyjne szaty biskupie.